# 윤영하
윤영하(尹永夏, 1973년 11월 24일 ~ 2002년 6월 29일)는 대한민국의 군인으로 2002년 6월 29일 제2연평해전에서 전사하였다.
이 사건을 기념하고, 전사자를 기리기 위해 윤영하함의 함명이 그를 따서 지어졌다.

## 생애
1973년 11월 24일 경기도 시흥군(묘비에는 인천시 출생이라 표기)에서 대한민국 해군 장교 출신인 아버지 윤두호(대한민국 해군 대위 예편)와 어머니 황덕희 사이에 2남 중 장남으로 태어났으며, 전역 후 해운회사에 근무하던 아버지를 따라 초등학교 때 3년 동안 영국 런던과 네덜란드 로테르담에서 어린 시절을 보냈다. 귀국한 뒤 송도고등학교를 졸업하고 해군사관학교 50기로 입학하여 1996년 해군 소위로 임관하였다. 1996년 해군 계봉함 갑판사관을 시작으로, 1998년 해군 원산함 정훈보좌관으로, 1999년에는 해군 초계함 제천함 작전관으로 근무를 하다가, 2001년 1월 참수리급 고속정 참수리 357호의 정장이 되었다.
2002년 6월 29일 제2연평해전에서 전사하였다.
이를 기념함과 동시에 전사자를 기리기 위해 윤영하함이라는 미사일 고속함 함명이 그를 따서 지어졌다. 2002년 대한민국 정부는 그의 희생에 충무무공훈장을 추서하였다. 2007년 그의 이름을 따 윤영하함(艦)이 진수되었으며 2009년 6월 실전 배치되었다.  2015년 영화 《연평해전》 개봉 후, 연평해전 흥행 등의 성과로 인하여 따로 동떨어져 있었던 현충원 전사자 묘지에서 제2연평해전 전사자 합동묘역에 합동 안장되었다.

## 대중 문화
김학순이 감독을 맡은 2015년에 개봉한 영화 《연평해전》에서는 김무열이 윤영하를 연기했다.

## 수훈
- 충무무공훈장 (2009년)

## 학력
- 송도고등학교 졸업
- 1996년 해군사관학교 50기 문학사
- 1999년 인하대학교 대학원 영어영문학과 문학석사

## 같이 보기
- 제2연평해전
- 이희완
- 박동혁
- 윤영하급 고속함
- PKX